# Eilema bipuncta
Eilema bipuncta is een vlinder uit de familie van de spinneruilen (Erebidae), onderfamilie beervlinders (Arctiinae). De wetenschappelijke naam van de 
soort is voor het eerst geldig gepubliceerd in 1824 door Hübner.
Deze nachtvlinder komt voor in Europa.